# Código de Posturas do Município de São Paulo
Código de Posturas Municipal foi uma legislação imperial, criada e efetuada a partir do ano de 1886, com o intuito de modernizar a cidade de São Paulo, de forma a padronizá-la e homogeneizá-la. O documento descrevia e relacionava várias regras para a ocupação do espaço, para o comportamento da população e para a manutenção do município.
Antes deste documento, existia o Padrão Municipal, que foi criado no mesmo ano, mas alguns meses antes, e depois anexado ao próprio Código de Posturas, considerado mais amplo.
Entre as regras físicas do Código de Posturas Municipal, estão normas para a ocupação de edificações, de ruas e de avenidas, como o estebelecimento de calçadas, o tamanho das vias e o formato de praças. Já para as regras referentes ao comportamento dos habitantes estão presentes diretrizes de convivência, as quais estebelecem normas para festas de rua, de horários de funcionamento do comércio e de outros estabelecimentos, assim como para o funcionamento de bondes e outros meios de transporte. O documento ainda estabelece diretrizes sobre questões sanitárias.

## Significado
O Código de Posturas Municipal era uma legislação bastante ampla, reunindo em um único documento diversas normativas relacionadas a ocupação, comportamento dos habitantes e manutenção da cidade. Ela trata tanto da ocupação física, determinando regras pera edificações e arruamentos, quanto das normas de convivências para realizações de festejos nas ruas, de funcionamento de estabelecimentos comerciais e de circulação para bondes e carroças, além de conter uma série de medidas dedicadas às questões sanitárias e higiênicas. Nesse sentido, é uma legislação muito mais ampla e abrangente que a Lei nº 209, que é curta é só reforça a disposição do artigo 2º do Padrão Municipal, o qual já previa que: "Todos os proprietários são obrigados a calçar, dentro do prazo de tres mezes, a frente de suas casas, desde que estas tenham sido guarnecidas de guias. O material a empregar pelos particulares em tal calçamento será unicamente a pedra liza, natural ou artificial, com tanto que apresente as necessárias condições de durabilidade e solidez. A largura e a declividade dos passeios serão marcados pelo engenheiro da Câmara".
O Código de Posturas Municipal instaurou o Padrão Municipal que, em vigor até 1920, quando recebe uma nova versão, definiu as dinâmicas urbanas da cidade. Na primeira versão, o Padrão Municipal tem seis tópicos, os quais tratam do alinhamento das construções, do calçamento dos passeios, da abertura de ruas por particulares, de construções e reconstruções, da altura das construções e dimensão de portas, janelas e balcões e, por fim, de cortiços, casas de operários e cubículos. Assim, são disposições voltadas para os moradores da cidade em suas práticas construtivas, em geral de pequeno porte, com uma intervenção mais pontual e localizada. No Código de Posturas há normativas para intervenções construtivas mais amplas, que transpõem os limites da propriedade individual. A abertura de ruas por particulares passa a ter um padrão, determinando a largura de 16 m, e definindo a forma quadrada para praças e largos “tanto quanto o terreno permitir”, que só poderiam ser realizadas a partir de então, após o pedido de alinhamento e nivelamento à câmara, “sob pena de multa de 30$, além de ser obrigado à demolição das obras”. Esse tipo de direcionamento e fiscalização elaborado pelo engenheiro da Câmara e fixado pelo Código de Posturas foi tratado como um dado fundamental para dimensionar as formas de modernização de São Paulo por parte da historiografia.